# Veracruz (Copán)
Pour les articles homonymes, voir Veracruz (homonymie).
Veracruz est une municipalité du Honduras, située dans le département de Copán. La municipalité de Veracruz comprend 4 villages et 15 hameaux. Elle est fondée en 1902.

## Source de la traduction
- (en) Cet article est partiellement ou en totalité issu de l’article de Wikipédia en anglais intitulé « Veracruz, Copán » (voir la liste des auteurs).